# متیل ایزواوژنول
متیل ایزواوژنول (به انگلیسی: Methyl isoeugenol) یک ترکیب شیمیایی با شناسه پاب‌کم ۶۳۷۷۷۶ است. 